# Ledenjak Mer de Glace
Ledenjak Mer de Glace je ledenjak, smješten na sjevernim padinama planinskog masiva Mont Blanc, u Alpama. Dug je 7 kilometara i 200 metara širok, i najduži ledenjak u Francuskoj.

## Zemljopis
Stvara se na nadmorskoj visini 2 400 m, gdje ga stvaraju presjecanjem puteva ledenjak du Géant, ledenjak de Lechaud i kaskada du Talèfre. Spušta se do visine 1 400 m. Leži u dolini Chamonix. Nekada se dobro vidio iz mjesta Chamonixa, ali kako se smanjio, jedva se sada vidi. 
Ledenjak Mer de Glace teče neprestano zbog svoje težine, stvarajući pukotine, ledene blokove, koji nastaju pucanjem i bazene s vodom. U gornjem dijelu brzina mu je oko 120 metara na godinu, a u donjem oko 90 metara na godinu (oko centimetar na sat). Pukotine su uglavnom poprečne i duboke do 50 m.

## Povijest
Ledenjak Mer de Glace je bio duži u 19. stoljeću. Od 1907. je kraći za 1 kilometar (8.3 %) i tanji za 150 metara (27 %).

## Proizvodnja električne energije
Voda koja dolazi iz ledenjaka se sezonski koristi za proizvodnju električne energije. Tunel je iskopan u podnožju ledenjaka, koji vodi vodu do hidroelektrane, a zatim izlazi u dolini.